# USS Trathen (DD-530)
Le USS Trathen (DD-530) est un destroyer de la classe Fletcher en service dans la Marine des États-Unis pendant la Seconde Guerre mondiale. Il a été nommé en l'honneur du capitaine de corvette (Lieutenant Commander) James Trathen, commandant de l'USS Midnight pendant la guerre civile américaine.

## Construction
Sa quille est posée le 17 mars 1942 au chantier naval Union Iron Works (Bethlehem Shipbuilding Corporation) de San Francisco, dans l'état du état de Californie. Il est lancé le 22 octobre 1942; parrainé par Mme Cassin Young, épouse du capitaine (captain) Cassin Young qui a reçu la médaille d'honneur (Medal of Honor) pour sa bravoure en tant que commandant du cargo USS Vestal (AR-4) lors de l'attaque japonaise sur Pearl Harbor; et mis en service le 28 mai 1943, sous le commandement du commandant Alvoord J. Greenacre.

## Historique

### Seconde Guerre mondiale

#### 1943
Après des opérations d'entraînement dans la région d'Hawaï, le Trathen rejoint la Task Force 11 (TF 11) du contre-amiral (rear-admiral) Willis A. Lee pour participer à la réoccupation de l'île Baker. L'île cible, un minuscule point de terre elliptique, se trouve plus près des îles Gilbert du nord, tenues par les Japonais, que Funafuti, dans l'état de Tuvalu, et constitue une zone de transit précieuse pour les missions de recherche aérienne et de reconnaissance photographique prévues contre les mandats japonais. Lee, à bord du Landing Ship Dock USS Hercules (AK-41), dirigea la sortie de la TF 11 depuis Pearl Harbor le 25 août 1943, et ses navires arrivèrent au large de Baker le 1er septembre. Pendant que les transports et du USS Ashland (LSD-1) débarquaient leurs troupes et dégorgeaient leurs cargaisons vers le rivage, le Trathen se tenait prêt à diriger les chasseurs Grumman F6F Hellcat des porte-avions USS Belleau Wood (CVL-24) et de USS Princeton (CVL-23). Pendant l'action, le destroyer dirige les F6F vers un contact radar situé à 350 km. Ils tombent bientôt sur l'hydravion Kawanishi H8K (identifiant allié : "Emily") et l'éliminent si rapidement qu'aucun rapport radio des Japonais n'est diffusé sur les ondes. Deux jours plus tard, le Trathen dirige à nouveau les Hellcats vers un autre "Emily" qu'ils précipitent également dans la mer.
Une fois Baker sécurisé et l'inestimable terrain d'aviation construit et prêt à être utilisé le 11 septembre, le Trathen se dirigea vers Hawaï. Le 29 septembre, le navire commença les opérations de contrôle pour le Task Group 14.5 (TG 14.5) , qui quittait Pearl Harbor à destination de l'île Wake. Sous le commandement du contre-amiral Alfred E. Montgomery, cette force opérationnelle de porte-avions rapides - la plus importante à ce jour - était composée du USS Essex (CV-9), du USS Yorktown (CV-10), du USS Lexington (CV-16), du  USS Cowpens (CVL-25), du USS Independence (CVL-22) et du Belleau Wood. Les 5 et 6 octobre, les avions de Montgomery effectuent six frappes et 738 sorties de combat, tandis que les cuirassés et les croiseurs tirent à l'arme lourde pour poursuivre le harcèlement de l'île tenue par les Japonais. Malgré une fissure dans le carter de la turbine haute pression, le Trathen se retire avec la force opérationnelle en direction des îles Hawaï et arrive à Pearl Harbor le 11 octobre.
Des réparations temporaires à Pearl Harbor ont permis au destroyer de se rendre à Bremerton dans l'État de Washington, et de subir des réparations permanentes au Puget Sound Navy Yard. Le 21 novembre, le navire met le cap sur les îles Hawaï et atteint Pearl Harbor six jours plus tard. Après des exercices d'entraînement avec des avions basés à terre au large d'Oahu, le commandant du Trathen est nommé commandant de la Task Unit 16.15.2 (TU 16.15.2), et son navire rejoint le destroyer USS Martin (DE-30) et le SS Mormacport. Les navires passent par l'atoll Canton, Funafuti et Tarawa pour rejoindre l'île Makin où ils arrivent le 18 décembre. Le lendemain, le destroyer parcourt 1200 km pour se rendre sur les lieux de l'écrasement d'un hydravion PBY Catalina, sauve l'équipage du bombardier de patrouille et retourne à Makin le 20. Au retour de la mission, le radar du navire détecte une formation de bombardiers moyens japonais se dirigeant vers les Gilbert. Manifestement attirés par un plus gros gibier, les bombardiers filent. Cependant, l'un d'entre eux qui passa au-dessus du navire fut pris sous le feu, mais ne subit apparemment aucun dommage.
Après avoir poursuivi leur route jusqu'à l'île d'Abemama, le Trathen et le destroyer USS LeHardy (DE-20) reprennent la mer le jour de Noël 1943 pour escorter le SS Mormacport jusqu'à Hawaï. Un jour plus tard, un "Emily" repère le convoi de trois navires, mais reste étonnamment hors de portée des canons des navires alliés. Le Trathen et le Mormacport quittent le Hardy dans la soirée et poursuivent leur route vers Hawaï. Ils arrivent à Pearl Harbor le jour de l'an 1944.

#### 1944
Le Trathen effectua des exercices de tir dans la région d'Hawaï avant de quitter Pearl Harbor le 23 janvier, à destination des îles Marshall.
Entrant dans le lagon de Kwajalein le 2 février, le Trathen relève le destroyer USS Schroeder (DD-501) au large de l'île de Kwajalein en tant que navire d'appui-feu et bombarde les positions japonaises à terre jusqu'à ce que l'équipe de contrôle des tirs ne puisse plus localiser d'autres cibles. Le 5, le Trathen rejoint le destroyer USS McCord (DD-534) et les croiseurs USS Minneapolis (CA-36) et USS San Francisco (CA-38) au large de Gugegwe pour fournir un appui-feu aux trois bataillons de Marines, embarqués dans six navires de débarquement de chars Landing Ship Tank (LST), alors qu'ils déferlent sur le rivage à bord de véhicules amphibies Landing Vehicle Tracked (LVT(A)) et de 17 véhicules amphtrac, avec 16 chars Sherman M4. À 7h20, le Trathen commença à tirer avec sa batterie principale, envoyant des obus de 5 pouces qui sifflaient vers le rivage. Le destroyer et ses consorts se sont ensuite tenus prêts à intervenir lorsque les péniches de débarquement ont atteint la plage.
Le Trathen continua à fournir un appui-feu jusqu'à la fin des opérations à Kwajalein, le 7 février. Le 8 février, le destroyer se dirigea vers Majuro, où il arriva le lendemain. Le 10, le Trathen retourna à Kwajalein pour effectuer des patrouilles anti-sous-marines.
Le Trathen rejoint ensuite le croiseur lourd USS Indianapolis (CA-35) au large d'Eniwetok. Sur la base d'un rapport de renseignement indiquant que l'île était inoccupée, les navires de guerre américains effectuèrent un bombardement relativement léger. Entre-temps, l'analyse des documents capturés à Kwajalein a révélé qu'Eniwetok était en fait défendue par des troupes japonaises dures à cuire.
Trop tard pour changer radicalement de plan, le Indianapolis et son quasi-navire-jumeau USS Portland (CA-33), accompagnés du Trathen et du destroyer USS Hoel (DD-533), se postèrent sur les flancs des Landing Craft Infantry (Gunboat) (LCI(G)), avec des vagues de LVT au milieu. Le Trathen protégea le premier croiseur tandis que le Hoel attira le second, et les navires rejoignirent les canonnières (LCI(G)) pour tirer sur l'île.
Eniwetok tomba bientôt sous les coups de boutoir de la puissance terrestre et maritime américaine. Le Trathen fournit un appui-feu intermittent jusqu'au 29 du mois et resta ensuite à Eniwetok jusqu'au 4 mars, date à laquelle il se rendit à Majuro pour une disponibilité de tender. Après des exercices dans la baie de Purvis dans les îles Salomon et des patrouilles entre les îles Emirau et Nouvelle-Hanovre, le Trathen a rejoint la 7e Flotte (7th Fleet) le 3 mai.
Le 15 mai, le destroyer quitte Manus, dans les îles de l'Amirauté, en compagnie des Task Force 74 (TF 74) et 75 (TF 75), à destination des eaux de Nouvelle-Guinée. L'île cible, Wakde - occupée en 1942 par les Japonais - possède une excellente piste d'atterrissage et des installations vitales qui seront immensément utiles aux Alliés alors qu'ils se rapprochent des Philippines et du Japon. Arrivé le 17, le Trathen fournit un appui-feu à la force qui a débarqué à Wakde et opère ensuite au large de la côte pour soutenir l'opération jusqu'au 25, date à laquelle le navire s'embarque pour l'île Biak.
Cette île, la plus grande du groupe des îles Schouten, est la prochaine cible prévue par la marine et est bordée de récifs coralliens. La force d'attaque prévue pour bombarder l'île arriva au large des plages de débarquement avec 15 minutes d'avance sur l'horaire prévu et, à 6h29 le matin du 27 mai, les canons de 6 pouces des croiseurs USS Phoenix (CL-46), USS Boise (CL-47) et USS Nashville (CL-43) commencèrent à lancer le premier des 1 000 obus vers le rivage, tandis que les destroyers cherchaient du " gibier " le long des plages de débarquement, comme de petites embarcations de patrouille japonaises.
À 11 heures, quatre chasseurs japonais effectuent des passages hésitants au-dessus des pistes d'atterrissage de Biak. Deux chasseurs-bombardiers passèrent en fin d'après-midi, suivis peu après par quatre avions bimoteurs, dont trois furent détruits par des tirs antiaériens. Le quatrième fut endommagé. Le Trathen resta en station de patrouille au large des Schoetens jusqu'au 31 mai, date à laquelle il se retira dans la baie de Humboldt pour rejoindre la TF 75.
La première tentative de renforcement des Japonais vers Biak avait été détectée et les Japonais avaient fait demi-tour. Le 3 juin, alors que l'ennemi bat en retraite, les TF 74 et 75 reçoivent l'ordre de poursuivre les Japonais en fuite. À 23h18 le 3 juin, le Trathen appareille avec les autres unités de la 48e division de destroyers (Destroyer Division 49 - DesDiv 48) et se lance à leur poursuite. Le lendemain, 10 bombardiers en piqué japonais Aichi D3A "Val" tentent de se jeter sur la force américaine mais sont repoussés. Le 5, des bombardiers torpilleurs japonais attaquent les forces américaines et l'un d'entre eux tombe sous le feu nourri de la défense antiaérienne du Trathen.
Par la suite, l'ennemi lance un second effort visant à renforcer son avant-poste assiégé sur Biak. Six destroyers japonais - trois avec des troupes embarquées et trois remorquant des barges de débarquement - rejoignent les croiseurs Aoba et Kinu au nord de l'île de Misool, à l'ouest du "bec de perroquet" de la Nouvelle-Guinée. La force ennemie est dirigée par le contre-amiral Naomasa Sakonju à bord du destroyer Shikinami. Se dirigeant vers Biak, le groupe de renfort japonais n'est pas détecté jusqu'à ce que 10 bombardiers North American B-25 Mitchell, escortés par des chasseurs Lockheed P-38 Lightning, les repèrent et lancent une attaque dévastatrice qui coule le Harusame et endommage trois de ses destroyers jumeaux. Après le départ des avions, les Japonais reprennent la route de Biak et se heurtent sans le savoir aux croiseurs et destroyers du vice-amiral Victor Crutchley qui rôdent entre Biak et Hollandia.
Ignorant la position de Sakonju, Crutchley décide de commencer un balayage parallèle à la côte de Biak. Vers 22 heures, dans la nuit du 8 juin, un bombardier Consolidated  PB4Y en patrouille de nuit détecte la force nippone et signale cinq navires non identifiés filant à 12 nœuds (22 km/h) en direction des croiseurs et des destroyers de Crutchley. Se déployant pour le combat sur une route nord, l'amiral britannique ordonne à ses navires de prendre leurs quartiers généraux. Les Japonais détectent simultanément la présence des Américains et se tournent vers les torpilles avant de se retirer.
Le Trathen, à la tête de la DesDiv 48, suit les 42e division de destroyers (Destroyer Division 42 - DesDiv 42) et 47e division de destroyers (Destroyer Division 47 - DesDiv 47), avec l'ordre de Crutchley de poursuivre l'ennemi en fuite. Puis, tandis que les deux divisions foncent sur les Japonais qui battent en retraite, le Trathen et ses compagnons de division se replient sur ordre de Crutchley pour faire écran aux croiseurs de ce dernier.
La force américaine ne rattrape jamais l'ennemi et retourne dans la baie de Humboldt le lendemain. Le Trathen participe ensuite à l'invasion de l'île de Noemfoor. Affecté au Task Group 77.2 (TG 77.2), la force de couverture, il effectua des missions de bombardement côtier le 2 juillet avant de se retirer dans la baie de Humboldt. Il sert ensuite dans les forces de couverture lors des débarquements au Cap Sansapor, en Nouvelle-Guinée, le 30 juillet, posant des écrans de fumée et patrouillant à 40 km du rivage pour couvrir l'invasion.
Les loisirs et la disponibilité à Sydney, en Australie, du 13 au 20 août, ont offert aux officiers et aux hommes du Trathen un répit bienvenu après les difficultés de la guerre. Après une semaine d'hospitalité australienne, le destroyer remonta vers le nord et effectua des exercices dans les environs de la baie de Purvis en préparation de l'opération des Carolines occidentales. Le 6 septembre, il quitta la baie de Purvis dans le cadre du Task Group 32.5 (TG 32.5). Après avoir protégé les porte-avions pendant qu'ils lançaient des frappes aériennes dévastatrices pour soutenir l'invasion des Palaos, le destroyer s'est retiré le 26 septembre pour se ravitailler en carburant et réapprovisionner les stocks de munitions épuisés dans le passage de Kossol.
Une fois sa mission terminée, le destroyer se dirigea vers Manus où il arriva le 2 octobre. Affecté ensuite au TG 77.4, le Trathen se dirigea vers le golfe de Leyte, dans les îles Philippines. Les débarquements sur les îles Dinagat et Suluan, à l'entrée du golfe de Leyte, commencèrent le 17 octobre, et le destroyer se tint prêt à fournir un appui antiaérien et des tirs. Trois jours plus tard, trois chasseurs japonais survolent en rase-mottes la zone surveillée par le Trathen. En l'espace de quelques minutes, les artilleurs du navire ont abattu leur deuxième avion de la guerre. Le destroyer a même réussi à capturer le pilote de l'appareil, qu'il a transféré sur le porte-avions USS Sangamon (CVE-26).
Le 24, les avions japonais harcèlent à nouveau les navires de la force d'invasion, et la patrouille aérienne de combat (combat air patrol - CAP), en état d'alerte, abat deux autres appareils ennemis. Le Trathen se retira à Manus au début du mois de novembre, mais retourna dans le golfe de Leyte le 16 pour des patrouilles dans le détroit de Surigao. Relayant le destroyer USS Sigourney (DD-643) le 19, le Trathen resta aux Philippines jusqu'au 23, date à laquelle il se dirigea vers les Carolines occidentales. Après avoir coulé une barge moyenne sous des tirs de 5 pouces et de 40 millimètres, il atteignit Ulithi le 25 novembre.
Des exercices au large d'Ulithi occupèrent le navire du 30 novembre au 29 décembre avant que le Trathen ne rejoigne le Task Group 38.2 (TG 38.2) le 5 janvier 1945. Il sert de surveillance aérienne et de navire de contrôle pour ce groupe et le Task Group 38.5 (TG 38.5) jusqu'à la fin du mois. Le premier groupe participe à des frappes de pré-invasion sur l'île de Luçon avant de se tourner vers la mer de Chine méridionale pour une série de frappes sur Taïwan tenue par les Japonais du 9 au 11 janvier. La côte française de l'Indochine reçoit ensuite sa part d'attention, les navires et les installations côtières japonais étant soumis à la puissance de l'aéronavale américaine. Puis, se déplaçant vers le nord sans rencontrer d'opposition de la part des avions ou des navires japonais, les avions du groupe opérationnel bombardent Hong Kong et l'île de Hainan. Des vents et des mers de type mousson et typhon secouent le groupe les 17 et 18, l'inclinomètre du Trathen enregistrant un écart stupéfiant de 67 degrés par rapport à la verticale au plus fort de la tempête.

#### 1945
Après avoir quitté la mer de Chine méridionale par le canal de Balintang, le Trathen et ses compagnons participent à d'autres frappes contre Taïwan et à des raids sur Sakishima guntō, qui sert au Japon de zone de transit pour les kamikazes. Dans le cadre de ses fonctions de surveillance aérienne, le Trathen se place derrière le porte-avions USS Hancock (CV-19) le 21 janvier et assiste à la détonation d'un Grumman TBF Avenger lors de son atterrissage brutal sur le pont d'envol. Un homme est projeté par-dessus bord lors de l'explosion, mais le Trathen le repêche rapidement.
Après les frappes sur Okinawa, le Trathen a appareillé d'Ulithi le 10 février pour soutenir les opérations des porte-avions entre Iwo Jima et les îles japonaises. Six jours plus tard, la Task Force 78 (TF 58) entame les premières frappes contre Tokyo, lancées depuis 240 km au sud-est de la cité impériale. Après une retraite nocturne, le groupe a mené d'autres frappes le lendemain. Avec le débarquement à Iwo Jima, le Trathen est arrivé dans les environs le 20 et a protégé les porte-avions qui ont mené des frappes aériennes pendant les quatre jours suivants pour soutenir les marines américains qui se battaient pour cette île fanatiquement défendue.
La Task Force s'est dirigée vers le nord avec le Trathen dans son écran de protection et est arrivée à un point au large de Tokyo à l'aube du 25 pour lancer des frappes afin de frapper à nouveau la capitale japonaise. Cette nuit-là, les porte-avions se dirigent vers Nagoya, mais le mauvais temps annule les frappes qui devaient être lancées contre cette ville industrielle le 26. Alors qu'ils se trouvaient dans les eaux japonaises, le Trathen et ses compagnons de division aperçurent un certain nombre de mines flottantes. Le destroyer lui-même en coula une au canon le 27 février.
Après une disponibilité à Ulithi, le Trathen retourna au "front" le 14 mars, rejoignant le Task Group 58.4 (TG 58.4) pour préparer des frappes aériennes sur les îles japonaises et sur Okinawa. Temporairement détaché pour récupérer un pilote abattu, le destroyer rejoint le groupe qui se dirige vers le Japon. Il coule ensuite plusieurs autres mines flottantes tout en protégeant les porte-avions contre les attaques aériennes. Traversant la patrouille aérienne de combat (Combat air patrol - CAP) et les tirs antiaériens, certains kamikazes parviennent à s'écraser sur leurs cibles et à donner leur vie pour l'Empereur. Les tirs antiaériens du groupe du Trathen ont permis d'abattre cinq des maraudeurs ailés, mais l'un d'entre eux a touché le porte-avions USS Intrepid (CV-11) le 18 mars.
Neuf jours plus tard, le Trathen, en compagnie des croiseurs de bataille USS Guam (CB-2) et USS Alaska (CB-1), des croiseurs légers USS Flint (CL-97) et USS San Diego (CL-53) et de quatre autres destroyers, quitta les porte-avions pour bombarder Minamidaitō-jima. Tous les navires bombardent la zone cible en toute impunité. Les croiseurs de bataille, les croiseurs légers et les destroyers rejoignirent les porte-avions le 28 mars et reprirent leur mission de contrôle.
Dans les mois qui suivent, les forces américaines, aidées par la petite Flotte britannique d'Extrême-Orient (British Far East Fleet), continuent de frapper le territoire japonais par des frappes aériennes et des bombardements de navires de surface. Le 11 avril, toujours rattaché à la TF 58, le Trathen attaque les avions japonais avec ses batteries antiaériennes. Au cours du troisième raid de la journée, un obus de 5 pouces provenant d'un navire "ami" frappe le destroyer près de la salle de manutention de l'affût numéro 5 de 5 pouces. Il tue trois hommes, en blesse 21 et rend l'affût arrière inopérant.
La disponibilité de l'annexe a rapidement permis de réparer les dégâts et le Trathen est retourné à la Flotte. Quittant Ulithi le 3 mai, il rejoignit la TF 58 le 5 près d'Okinawa. Six jours plus tard, le porte-avions USS Bunker Hill (CV-17), navire amiral de la TF 58, est touché par un kamikaze. Un autre pilote japonais, avec des intentions similaires pour le Trathen, plonge vers le destroyer. Tandis que les canons du navire martèlent l'avion suicide, l'aide vient des airs. Un chasseur "ami", bravant les tirs antiaériens de ses propres navires, attaque également le kamikaze qui s'écrase dans la mer au large de la proue bâbord du Trathen.
Ancré dans le lagon d'Ulithi pour un repos nécessaire, le Trathen a repris la mer dix jours plus tard et est parti avec le TG 58.4 pour protéger le porte-avions.
Le 4 juin, les opérations aériennes sont annulées car le baromètre commence à chuter. Le centre de la tempête d'un typhon passa à environ 110 km au sud-est, et les navires en compagnie du Trathen sortirent indemnes des franges de la tempête. Le 6 juin, alors qu'il effectuait des missions de protection aérienne, le destroyer a secouru les deux hommes d'équipage d'un Curtiss SB2C Helldiver abattu. Il récupère les deux hommes, mais le pilote est mort lorsqu'il est ramené à bord.
Ces opérations furent les dernières de la Seconde Guerre mondiale pour le Trathen, qui quitta bientôt Leyte pour entamer le long voyage de retour vers les États-Unis. Après une escale à Pearl Harbor, le Trathen arrive à Seattle dans l'état de Washington, le 9 juillet 1945, pour une révision aux chantiers Todd Shipbuilding Co.
Pendant que le destroyer est au chantier naval, la guerre dans le Pacifique prend fin. Une fois la remise en état terminée, le navire appareille pour San Diego le 29 septembre et y arrive le 2 octobre. Le 18 janvier 1946, le Trathen est désarmé et amarré au groupe de San Diego de la Flotte de réserve du Pacifique (Pacific Reserve Fleet).

### Après la Seconde Guerre mondiale
Lorsque les forces nord-coréennes ont franchi le 38e parallèle vers le sud le 25 juin 1950, les États-Unis ont rapidement porté secours aux Sud-Coréens en difficulté. Sorti du service de réserve le 14 juin 1951, le Trathen a été remis en service le 1er août. En tant que navire amiral du 28e escadron de destroyers (Destroyer Squadron 28 - DesRon 28), le navire a été transféré à la Flotte de l'Atlantique (Atlantic Fleet) le 5 octobre, basé à Norfolk, en Virginie, et a opéré au large de la côte est et dans les Caraïbes jusqu'à la fin de l'année 1952.

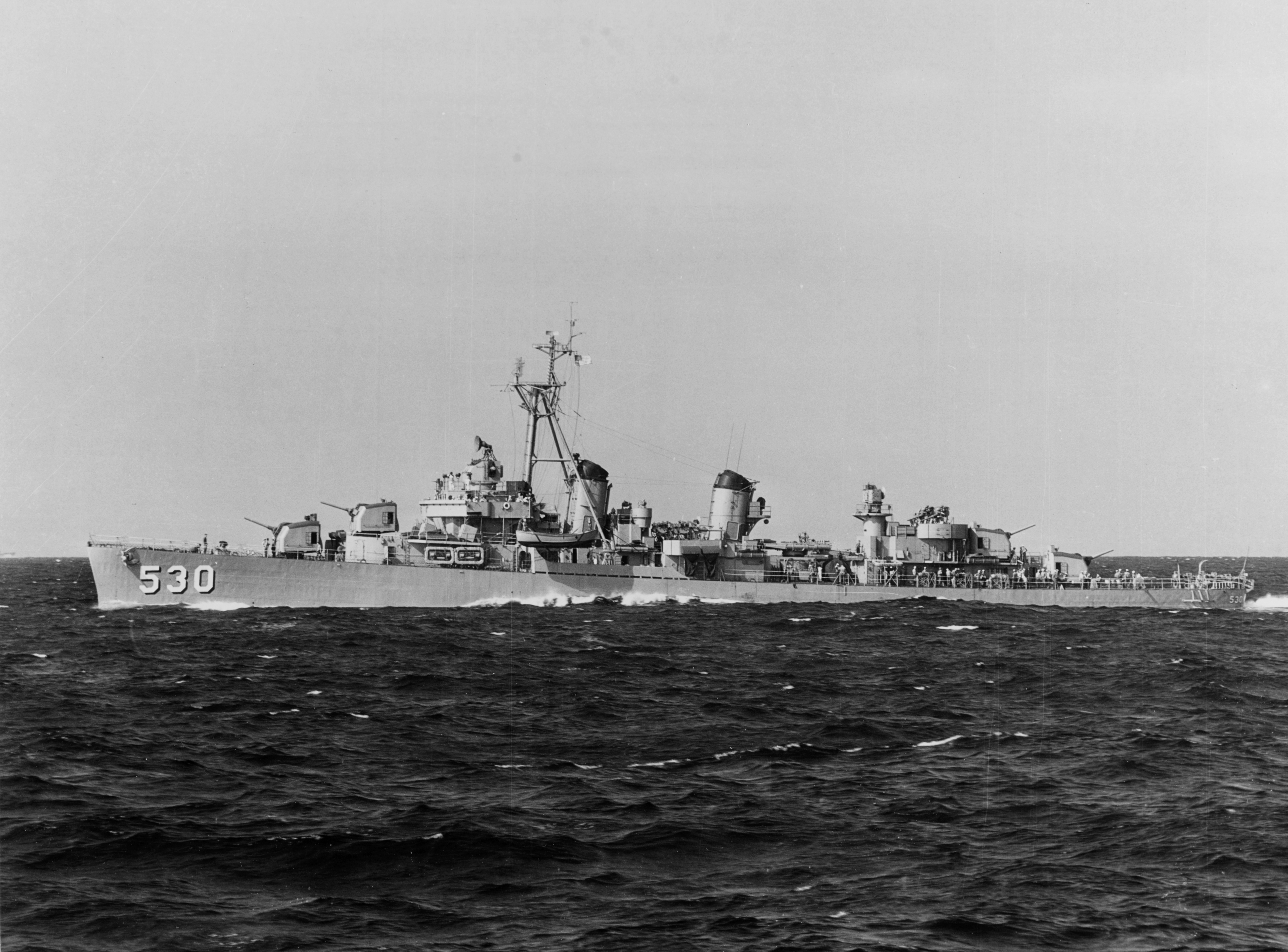
Le Trathen en mer le 3 septembre 1952.

Ordonné par la suite pour l'Extrême-Orient, le Trathen est arrivé à Sasebo, au Japon, le 12 février 1953. Au cours de son déploiement en Corée, les batteries principales et secondaires du Trathen ont pilonné des lignes de chemin de fer, des trains, des bunkers et des stations de transformation. Le 11 mars, le destroyer a rejoint le "Train Buster Club" en détruisant un train. Deux jours plus tard, après avoir terminé ses patrouilles entre Wonsan et Hŭngnam, le navire a été relevé de ses fonctions pour retourner à Sasebo afin d'y être réparé. Devenu par la suite membre de la Task Force 77 (TF 77), le Trathen a poursuivi son service jusqu'au 7 juin. Le lendemain, il quitte Sasebo à destination de Hong Kong.
De retour aux États-Unis via l'Asie du Sud-Est et la Méditerranée, le Trathen opère avec la Flotte de l'Atlantique jusqu'en janvier 1955, date à laquelle il est à nouveau transféré à la Flotte du Pacifique (Pacific Fleet), puis déployé dans le Pacifique occidental (Western Pacific - WestPac). Le 21 avril, le Trathen quitte Long Beach, en Californie, pour entamer des déploiements successifs dans le Pacifique occidental qui dureront jusqu'en 1964, entrecoupés de périodes de service sur la côte ouest. Lorsqu'il est en Orient, il suit un itinéraire varié et visite des ports tels que Kaohsiung (Taiwan), Hong Kong, Sasebo et Yokosuka (Japon), ainsi que Pearl Harbor, Guam, Midway et la baie de Subic. Pendant cette période, il a participé à des exercices anti-sous-marins, anti-aériens et autres, a servi de protections aériennes lors d'opérations avec des porte-avions rapides et a patrouillé dans le détroit de Taiwan dans le cadre de la protection de l'île par les forces américaines.
Alors que le Trathen se trouvait à Kaohsiung lors de son dernier déploiement dans le Pacifique occidental, la nouvelle de l'incident du golfe du Tonkin est arrivée au début du mois d'août. Remettant les voiles peu après, le Trathen a opéré en mer pendant le reste du mois, à l'exception de brefs réapprovisionnements à Kaohsiung. Relevé de son poste, le Trathen s'est rendu à Hong Kong pour servir de navire stationnaire avant de se rendre en mer de Chine méridionale pour soutenir les opérations navales au large des côtes de la République du Viêt Nam. Le 8 octobre 1964, le destroyer quitte les eaux orientales pour rejoindre la côte ouest via Guam et Midway.

### Destin
Après son arrivée à Long Beach le 28 octobre, le destroyer a mené des opérations de routine avec les porte-avions au large de la côte ouest. Le 12 février 1965, le Trathen se présente au commandant du groupe de San Diego de la Flotte de réserve du Pacifique (Pacific Reserve Fleet) pour entamer sa deuxième période d'inactivation au chantier naval Todd (Todd Pacific Shipyards) de San Pedro, en Californie. Le 15 mars, il effectue son dernier voyage au bout d'un câble de remorquage.
Ramené à San Diego, il achève le processus de désactivation et est désarmé le 11 mai 1965 et mis en réserve. Une étude du navire menée en juin 1972 a révélé que les coûts de modernisation du Trathen seraient disproportionnés par rapport à la valeur du navire. En conséquence, le Trathen a été rayé du registre des navires de guerre (Naval Vessel Register) le 1er novembre 1972 et mis au rebut.

## Décorations
Le Trathen a reçu 8 battle stars (étoiles de combat) pour son service pendant la Seconde Guerre mondiale et 2 battle stars dans la guerre de Corée.